# Ivan Smirnov
Ivan Nikititj Smirnov (ryska: Иван Никитич Смирнов), född 1881 i Guvernementet Penza, död 25 augusti 1936 i Moskva, var en sovjetisk bolsjevikisk politiker. Han tillhörde vänsteroppositionen och ledde en hemlig trotskistik grupp.

## Biografi
Ivan Smirnov blev medlem i Rysslands socialdemokratiska arbetareparti år 1899.
I samband med den stora terrorn greps Smirnov och åtalades vid den första Moskvarättegången den 19–24 augusti 1936; enligt åtalet hade han bland annat gjort sig skyldig till terrorhandlingar. Smirnov dömdes till döden och avrättades genom arkebusering den 25 augusti 1936.
Smirnov rehabiliterades år 1988.